# Irski vilenjak
Irski vilenjak ili leprechaun, patuljastog je rasta, odjeven u zeleno. Prema nekim legendama donosi sreću. Među korijenjem ili na sličnim mjestima sakuplja blago, a čovjeku koji ga uspije uloviti i izmamiti iz njega prisegu dovest će do tog blaga.
Po pričama oni su bili postolari koji su novac zarađen od izrađenih cipela stavljali u lonac koji su sakrivali na kraju duge. Ako bi neko uspio uloviti Leprechauma, ovaj bi mu morao ispuniti tri želje. Kod Iraca je običaj da se na dan sv. Patrika sakriva novac koji onda traže djeca, u nadi da će naletjet i na vilenjaka.
Irski vilenjak, za razliku od klasičnih vilenjaka, pije, psuje, ima izrazit seksualni nagon i jedino što ga veže s klasičnim vilenjakom je besmrtnost. I u izgledu ima velike razlike. Irski vilenjak je zapravo isti kao čovjek, osim što je puno manji. On je zapravo više neka vrsta polutana, nego vilenjaka.